# Base Naval de Devonport
La Base Naval de Su Majestad de Devonport (HMNB Devonport) es una de las tres bases operativas en el Reino Unido para la Royal Navy (las otras son HMNB Clyde y HMNB Portsmouth) y es la única instalación de reparación y reabastecimiento de combustible nuclear para la Royal Navy. La base naval más grande de Europa Occidental, HMNB Devonport se encuentra en Devonport, en el oeste de la ciudad de Plymouth, Inglaterra.
La base comenzó como un astillero de la Marina Real británica a finales del siglo XVII, diseñado y construido en campo abierto por Edmund Dummer como una instalación integrada para la reparación y el mantenimiento de buques de guerra, centrada en su pionero dique seco de piedra (uno de los primeros muelles escalonados del mundo). Durante los dos siglos siguientes se expandió, alcanzando su extensión actual en el siglo XX. Históricamente, el astillero también se utilizó para la construcción naval: allí se construyeron más de 300 buques de guerra, el último de los cuales fue el HMS Scylla (botado en 1968).
El astillero fue conocido como HM Dockyard, Plymouth hasta 1843, cuando pasó a llamarse HM Dockyard, Devonport. (A finales del siglo XX, aquí como en otros lugares, el término "Base Naval" reemplazó a "Astillero" en la designación naval oficial).
Hoy en día, el HMNB Devonport sirve como puerto base de la flotilla de Devonport. El Commander Fleet Operational Sea Training (FOST por sus siglas en inglés), Centro de Entrenamiento de la Flota de Primera Línea, también tiene su sede allí, al igual que el Centro de Excelencia Anfibia de la Royal Navy (en el RM Tamar). Aunque la construcción naval cesó en Devonport a finales de la década de 1960, los trabajos de reparación y mantenimiento de buques han continuado; las instalaciones de mantenimiento, ahora privatizadas, son operadas bajo el nombre de Devonport Royal Dockyard por el Babcock International Group, que se hizo cargo del propietario anterior, Devonport Management Limited (DML) en 2007 (DML había estado gestionando el astillero desde su privatización en 1987). Babcock posee alrededor de un tercio del área total de la base (después de haber vendido el dominio absoluto en 2011).
Dentro de la base se proporcionan servicios de alojamiento y apoyo para el personal naval. El Cuartel Naval Real, que data de 1889, fue comisionado por primera vez como HMS Vivid, antes de ser renombrado HMS Drake en 1934. Desde principios del siglo XXI, el nombre HMS Drake (y su cadena de mando) se ha extendido para cubrir la totalidad de la Base Naval, mientras que el HMS Vivid es la unidad de la Royal Naval Reserve de Plymouth (que tiene su cuartel general dentro de la base).